# 헨리 반 티유
헨리 반 티유(버마어: ဟင်နရီဗန်ထီးယူ, 1959년 8월 9일~)는 미얀마의 정치인으로, 2016년 3월 30일부터 미얀마의 제2부통령으로 취임했다. 그는 이전에 민족원의 일원으로 활동했다. 2015년 선거에서 그는 친주 제3선거구에서 참의원 의석을 차지하기 위해 출마하여 당선되었다.

## 어린 시절 및 군사 경력
만달레이 예술과학대학교에서 지리학을 전공하고 랑군 예술과학대학교 법학 석사학위를 받았다. 그는 이전에 미얀마 육군에서 소령으로 복무했다.

## 부통령직
2016년 3월 10일 민족민주연맹에서 미얀마 부통령 후보로 지명되었다.
2016년 3월 11일 148명의 하원의원들이 그를 국민회의 부의장으로 지명했으며, 2016년 3월 15일에는 의회의 352표 중 79표를 얻어 제2대 부통령이 되었다. 그는 2016년 3월 30일 취임 선서를 했다.
2021년 2월 1일 미얀마 쿠데타 당시 아웅산수찌 여사와 윈 민을 포함한 많은 국가 및 노조급 정치인들이 가택연금에 처했지만 헨리 반 티유는 미얀마 헌법에 따라 그의 사무실에 남아있었다.

## 개인 생활
그는 애나 슈웨 르완 (영어권 국가에서는 애나 수이 훌루안으로 알려져 있음)과 결혼하여 3명의 자녀를 두고 있다. 그의 아내가 오타고 대학교에서 신학을 공부하기 위해 장학금을 얻자, 그의 가족은 2011년 뉴질랜드로 이주하여 노스이스트밸리 교외의 더니딘에서 살았다. 그는 넬슨에서 과일을 따거나 발클루타 근처의 피네간드에서 냉동 작업 교대 근무를 하는 등 일상적인 일을 통해 가족을 부양했다. 그 가족은 2015년 초에 미얀마에 돌아왔다.
그는 독실한 기독교 신자로, 미얀마 부통령직을 맡은 최초의 비 불교 신자이다. 그는 국제 연합 오순절 교회의 회원이다.